# Embouteillage (route)
Pour les articles homonymes, voir Embouteillage, Bouchon, File et Congestion.

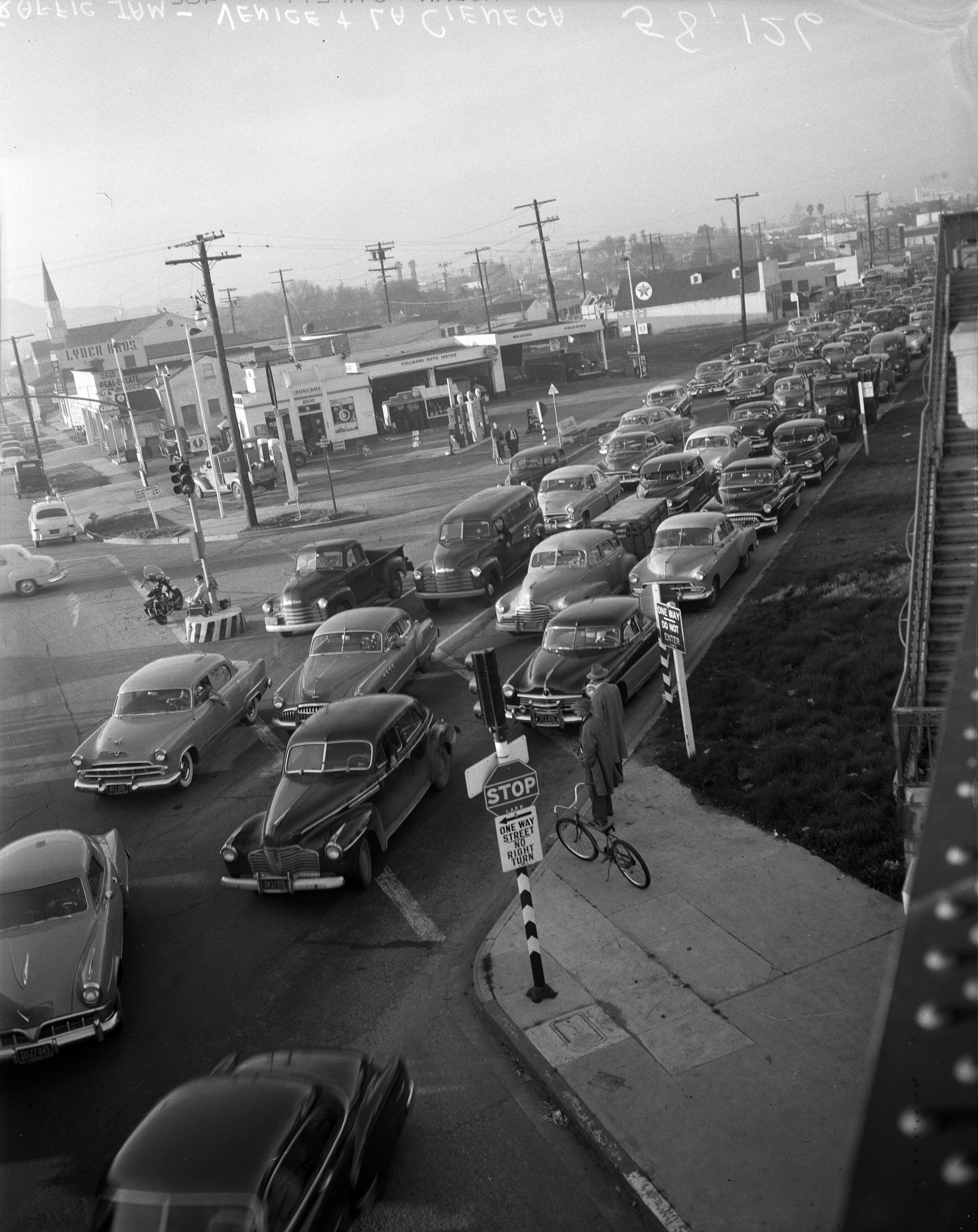
Embouteillage à Los Angeles en 1953.

Un embouteillage (« bouchon » ou « file » en Europe, « congestion » au Canada) est un encombrement de la circulation, généralement automobile, réduisant fortement la vitesse de circulation des véhicules sur la voie.

## Définitions

### Définitions courantes

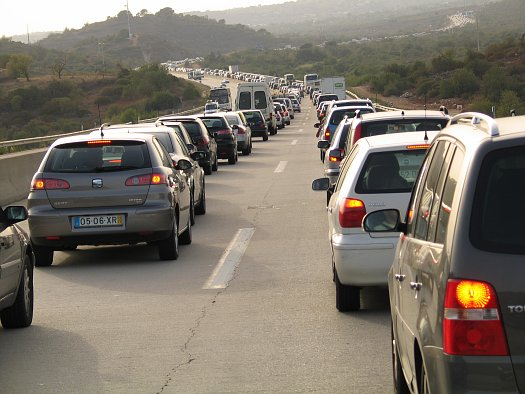
Les départs ou les retours de vacances sont une des sources d'embouteillage (Algarve, Portugal, été 2005).

Les mots embouteillage, bouchon et congestion (également utilisé en anglais) sont utilisés par analogie, tous ces mots étant auparavant employés dans d'autres domaines,. Ils désignent de manière courante un embarras, un encombrement de circulation, qui se traduit par des vitesses plus lentes qu'habituellement voire quasiment nulles ou encore par un débit irrégulier. Cela ne s'applique pas seulement au domaine routier, mais aussi aux piétons, véhicules ferroviaires, voire dans un domaine plus vaste pour signifier un encombrement. Ces définitions suffisent à l'usage courant. Cependant elles ne sont pas assez précises pour l'étude des embouteillages, qui sert notamment à des projets urbanistiques.

### Définitions plus précises
Il existe des définitions plus précises pour déterminer ce qui relève ou non d'un embouteillage. Pour Ortúzar et Willumsen, en 1994, « un embouteillage commence quand les niveaux de demandes se rapprochent de la capacité d'une installation, et le temps nécessaire à son utilisation (sa traversée) augmente bien au-delà de la moyenne observée lors de l'utilisation sous faible demande »,.
Thomson et Bull considèrent cette définition comme insuffisamment précise car ne permettant pas de déterminer à quel point commence précisément l'embouteillage ; ils proposent « un embouteillage est la situation qui advient lorsque l'entrée d'un nouveau véhicule dans le trafic augmente le temps de trajet des autres »,. D'autres définitions, trop précises, deviendraient inapplicables mais il serait également possible de quantifier la leur en déterminant une augmentation du temps de trajet de {\displaystyle x} % à l'introduction d'un nouveau véhicule, la difficulté étant de déterminer {\displaystyle x}.

## Embouteillages

### Phénomène d'«accordéon»

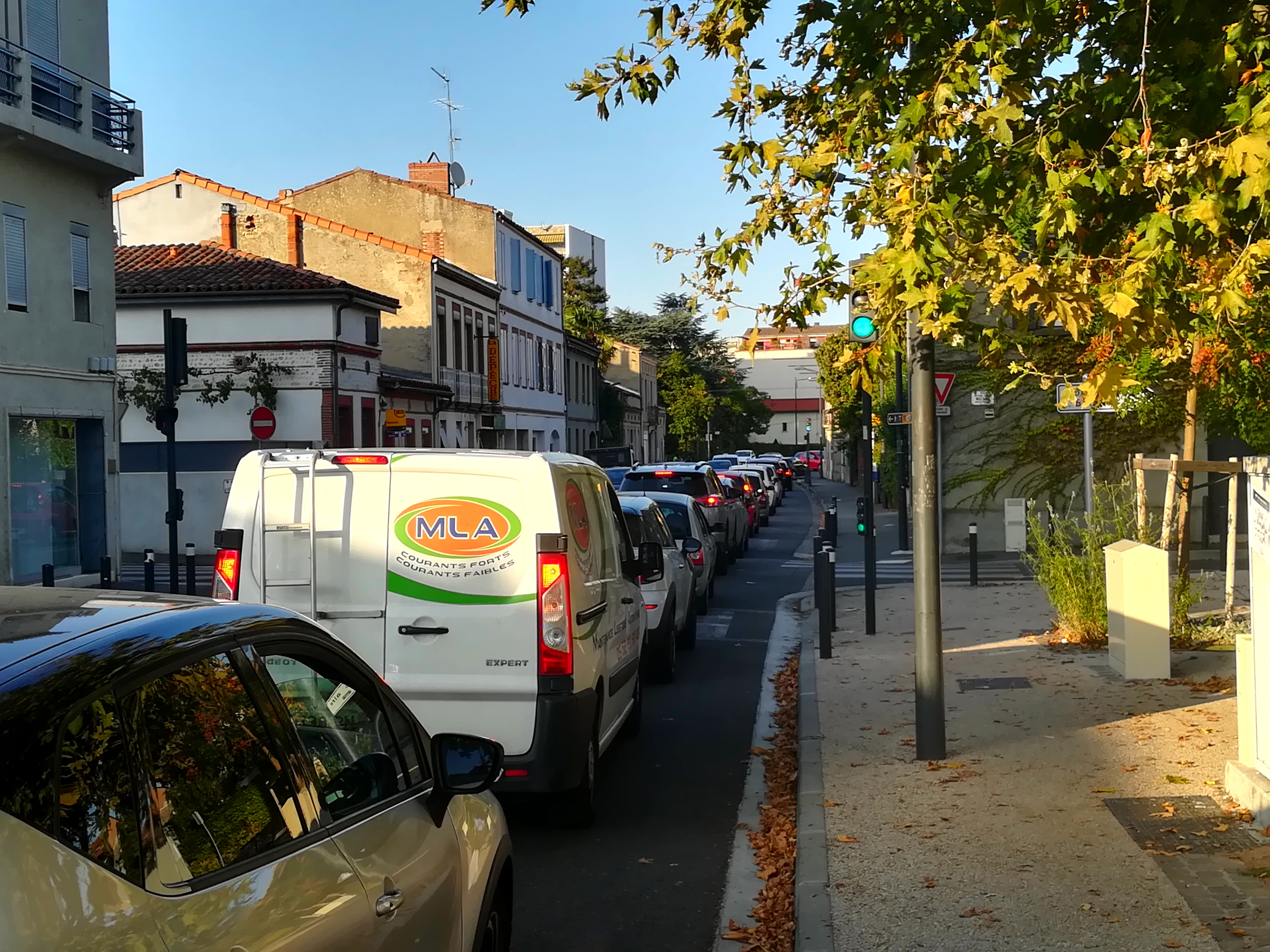
Embouteillage sur la rue Vestrepain à Toulouse le 19 septembre 2019 en heure de pointe (du soir).

L'« effet chenille » ou « effet accordéon » est un ralentissement dans un flux de circulation dense sur un axe routier entre deux grands centres urbains ou sur autoroute. Il consiste en un ralentissement observable et progressif (effet chenille) entre deux destinations.
Pour l'observateur occupant un véhicule: sur un déplacement typique de 200 kilomètres le trafic est dense mais semble fluide quand soudainement on observe un ralentissement plus ou moins rapide pouvant aller jusqu'à un arrêt complet d'une des directions de la route. Certains occupants de ces véhicules peuvent supposer ou s'attendre à voir l'existence d'une raison matérielle (tel qu'un obstacle ou accident) alors que la raison ne tient qu'à la dynamique de la circulation. Puis progressivement l’ensemble des véhicules recommence à accélérer au fur et à mesure que la voie se libère devant eux. Il arrive parfois que le flux de circulation ne permettra pas de dépasser plus de 70 km/h à la reprise à la suite d’un arrêt complet. Certains conducteurs tentent alors de reprendre leur vitesse de croisière plus rapidement que les autres et provoquent ainsi un nouveau ralentissement ou même un nouvel arrêt souvent à moins de 5 kilomètres du premier.
Les deux phases de cette dynamique se comprennent en observant le trafic dans son entièreté :
1. Pour initier ce phénomène, il suffit qu'un événement (tel un changement de file) conduise le premier véhicule suiveur à ralentir (par réflexe ou pour rétablir les distances de sécurité)[6]. Le ralentissement de ce premier véhicule conduit à un freinage et donc un ralentissement plus fort d'un second véhicule suiveur. Les mêmes causes produisant les mêmes effets, ces freinages et ralentissements se propagent en chaîne de véhicule en véhicule avec une vitesse de trafic éventuellement réduite à chaque fois. C'est l'« effet chenille »[6]. En se propageant sur plusieurs kilomètres il peut conduire à l'arrêt du trafic[6].
2. La phase d'accélération reprend quand les premiers véhicules faiblement ralentis reprennent leur vitesse d'origine; les véhicules suiveurs peuvent alors eux-aussi accélérer pour reprendre une vitesse désirée[6].

Une fois le phénomène enclenché, la vitesse du flux de véhicules n'est plus stabilisée, et l'arrêt complet peut se produire plus d'une fois avant d'arriver à la destination, d'où le nom de l'effet accordéon (ou chenille). La résultante en est une plus longue durée de parcours et une fatigue accrue reliée à une plus grande attention de conduite rendu nécessaire par les brusques changement de vitesse.
Sur les axes autoroutiers, la prévention de ces phénomènes d'accordéon se fait en réduisant la vitesse maximale autorisée ou en installant des feux rouges aux bretelles d'entrée.

### Causes

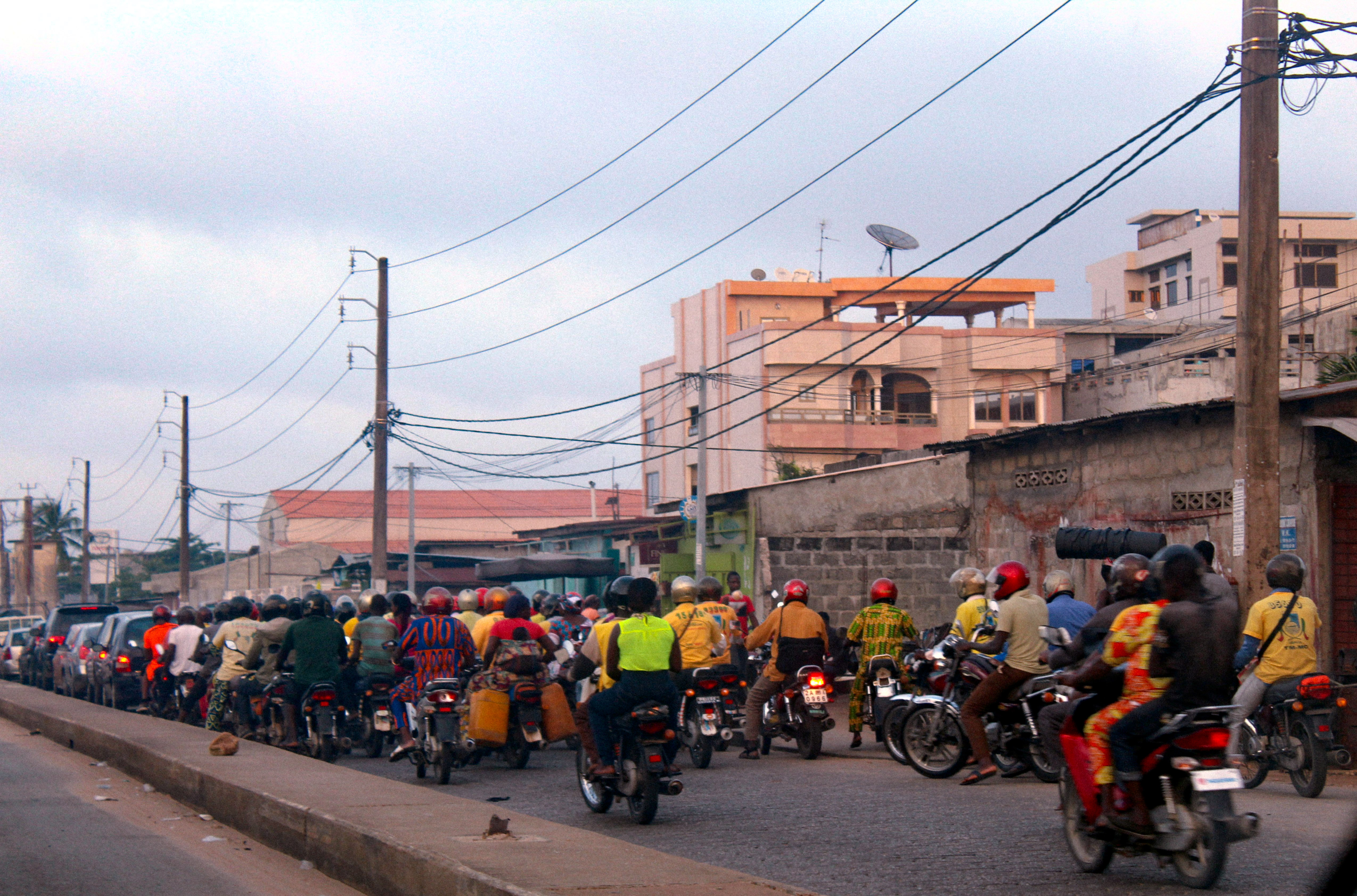
Embouteillage à Cotonou (Bénin).

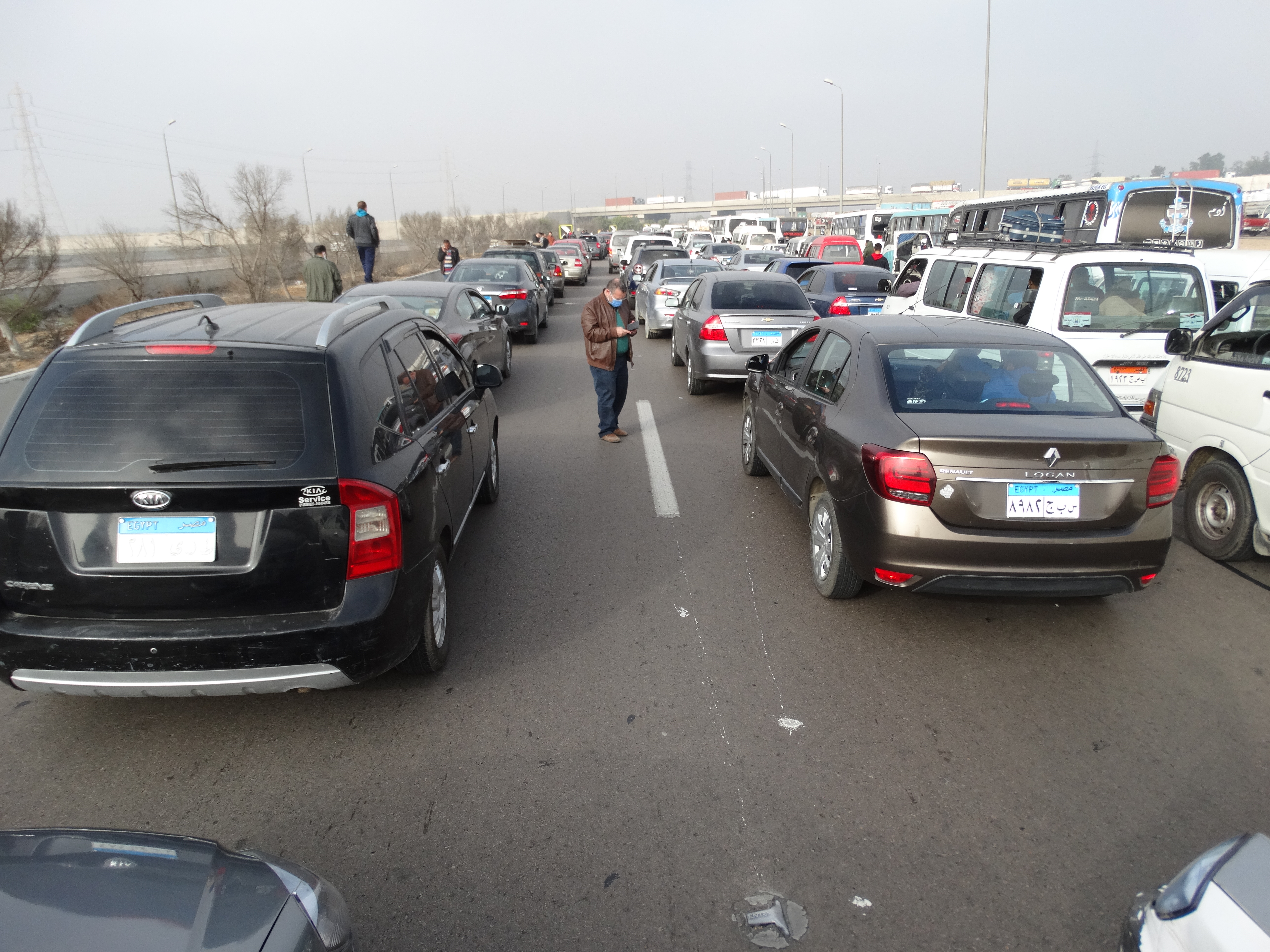
Embouteillage - la circulation sur l'autoroute Le Caire-Alexandrie est bloquée en raison du brouillard

Depuis plusieurs décennies, le nombre et l'ampleur des embouteillages sont globalement en augmentation, notamment dans les pays en développement. Les causes sont multiples, la principale étant l'augmentation du trafic automobile (elle-même due à l'augmentation de la population et de son taux d'équipement automobile). Le mauvais état de certaines infrastructures favorise également les bouchons, ainsi que le manque d'information des usagers (qui diminue notamment grâce à l'information sur le trafic en temps réel). Dans certaines régions, la division des autorités en divers organismes, parfois peu efficaces, ainsi que le style de conduite agressif peuvent être des facteurs aggravants.
Dans les pays développés, le trafic automobile peut être causé notamment par les interventions publiques inefficaces. Par exemple, lorsque de nouvelles routes sont créées ou que de nouvelles voies sont construites, le nombre de véhicules présents sur les routes augmente, provoquant ainsi une prise d’ampleur de la congestion routière. Le fait d’augmenter la place sur les routes peut sembler être une méthode efficace à première vue, mais il ne faut qu’entre 5 et 10 ans pour revenir à des niveaux de congestion semblables à ceux connus avant l’expansion ou la création des routes[réf. nécessaire]. Aussi, les pays développés se démarquent quant au lien direct entre leur économie et la congestion sur leurs routes. Les pays ayant une économie fructueuse comportent plus de travailleurs qui se déplacent entre autres pour aller s’adonner à leurs activités professionnelles. Ces travailleurs ont un pouvoir d’achat plus important, ils consomment donc plus et ont les moyens de se procurer des véhicules. Le lien entre l’économie d’un pays et son niveau de congestion routière est aussi observable, car lorsqu’un pays voit son économie ralentir, le trafic automobile diminue, puis lorsque l’économie du pays tourne à plein régime, le trafic prend en importance. La promotion des transports en commun pourrait ne pas résoudre la congestion routière. Cela s’explique par le fait que les gens délaissant leur voiture au profit des transports en commun laissent tout simplement leur place à de nouveaux utilisateurs de la route, la situation reste alors inchangée, voire aggravée,.

### Formation
À l'instar d'un tuyau qui a un certain débit d'écoulement à l'heure, une affluence supérieure à la capacité de la route provoque des encombrements,. Par rapport à une situation de trafic fluide, cela peut être dû à une augmentation du trafic ou à une baisse de la capacité de la voie.
La première situation survient en particulier en heure de pointe, ou souvent des périodes scolaires, aux heures d'entrée et de sortie des emplois ou entrée à l'école et sortie à l'école pour le même trajet, avec la forte augmentation des déplacements pendulaires, dans un cadre quotidien et plutôt urbain ou périurbain. Elle survient aussi plus ponctuellement, par exemple en période de congés, notamment avec les chassés-croisés.
La deuxième situation survient de manière plus exceptionnelle ou aléatoire. La capacité peut être réduite par les conditions météorologiques (vent, mais pire avec les tempêtes de neige), par un accident (qui peut également entraîner un bouchon de curiosité), par des travaux ou d'autres obstacles comme une barrière de péage, un carrefour, un véhicule lent. Certains embouteillages peuvent être intentionnels, provoqués par des manifestations ou des « opérations escargots », voire pour montrer la nuisance de ceux-ci.
À partir d'un certain niveau de trafic, dépendant de la route et des conditions de circulation, peuvent se former des embouteillages « spontanés », provoqués notamment par le freinage d'un véhicule qui va entraîner l'arrêt complet plusieurs kilomètres en arrière. En Île-de-France, seuls 13 % des bouchons sont expliqués par les travaux et les accidents de la route[réf. souhaitée]. Sur le périphérique parisien, la baisse de la vitesse maximale en janvier 2014 de 80 à 70 km/h a permis de fluidifier le trafic en heure de pointe avec une diminution du temps moyen de trajet.
La modélisation des embouteillages est étudiée par plusieurs physiciens qui utilisent la mécanique des fluides (notamment la majorité des chercheurs français dans ce domaine), des modèles de poursuite (chaque véhicule, comme une particule, réagit selon le comportement du précédent) ou les automates cellulaires (modèle algorithmique).

### Conséquences

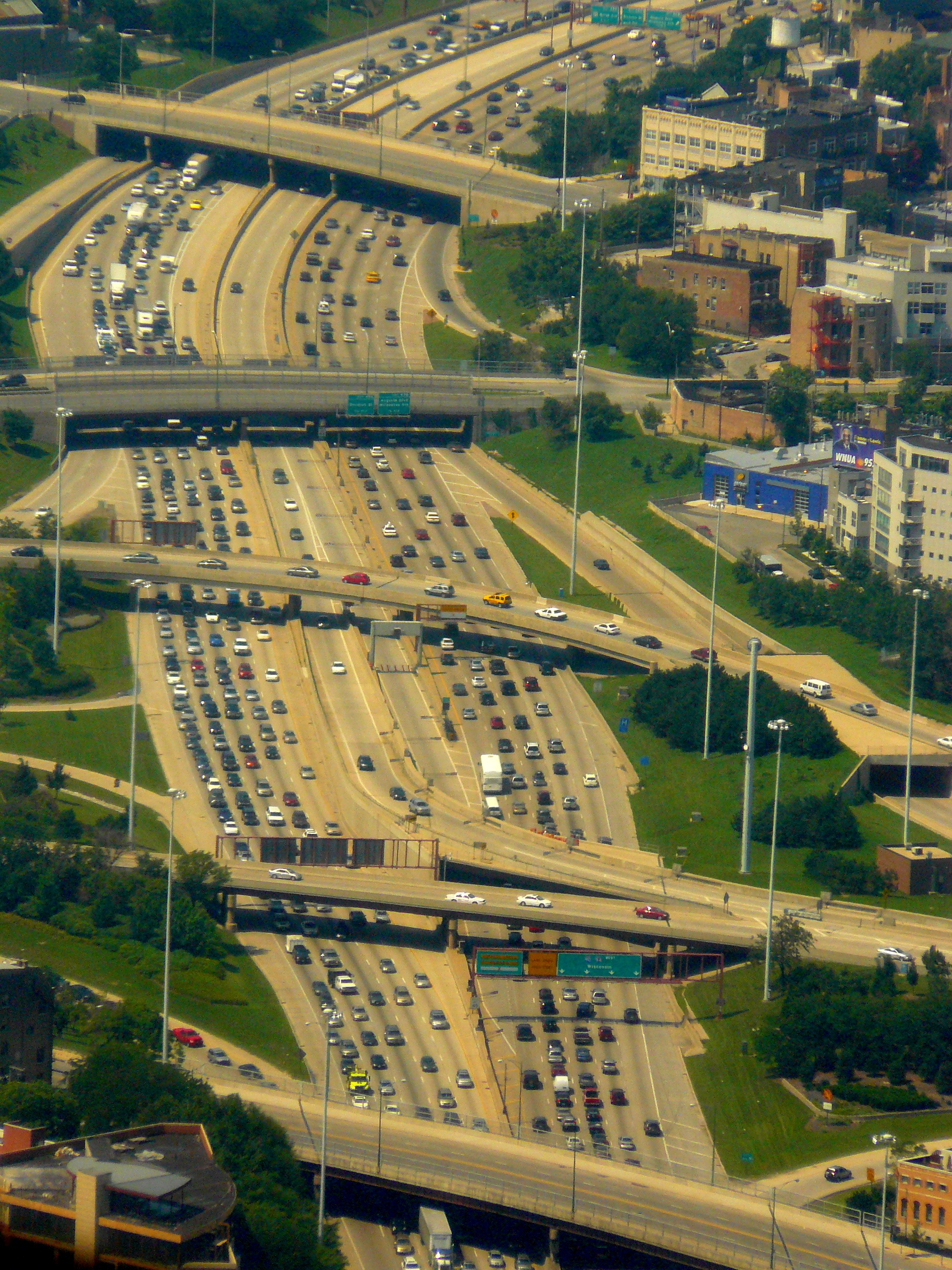
Embouteillages sur la Kennedy Expressway, une autoroute de la ville de Chicago aux États-Unis.

Les embouteillages ont de nombreuses conséquences économiques, sociales, sanitaires et écologiques.
Le temps passé dans les embouteillages est majoritairement considéré comme « perdu », n'étant utilisé ni pour le travail ni pour les loisirs. Cette perte a un coût économique très important. Selon un calcul fait par une entreprise privée vers 2010, « l’État Français perdrait 2,5 milliards d’euros à cause des bouchons franciliens chaque année ».
Autre conséquence, les retards de livraison peuvent être importantes pour les entreprises, notamment celle qui utilisent le principe du juste-à-temps (flux tendu).
En plus de réduire la vitesse de circulation, un embouteillage est une source importante de pollution de l'air, due à une consommation supplémentaire de carburant et un moindre mélange des couches d'air, avec des coûts sanitaires et à moyen et long termes, climatique via les émissions de gaz à effet de serre.

### Prévention

Panneau signalant un risque d'embouteillage.

L'embouteillage est la conséquence de la réduction de la fluidité de la circulation. La réduction de cette fluidité peut avoir toute une série de causes externes au véhicule. Cette réduction est parfois cependant du fait du conducteur qui décide de réduire la vitesse de son véhicule (entraînant la réduction de la fluidité).
Rouler trop près d'un véhicule qui nous précède peut entraîner la réduction volontaire de notre vitesse car le conducteur est conscient de sa difficulté à réagir en cas d'imprévu : une diminution involontaire de la vitesse s'opère alors.
De même, la visualisation d'un feu de stop devant son véhicule engendre souvent l'utilisation de son propre frein (et ainsi de suite avec le véhicule qui nous suit, et avec tous les autres…). Ceci est d'autant plus vrai que les véhicules roulent près les uns des autres : pour ne pas rentrer dans le véhicule qui précède le nôtre, le freinage immédiat est nécessaire.
Le changement fréquent de file sur une autoroute provoque le même phénomène. Si la voiture qui se retrouve devant nous sur la nouvelle file est trop près, alors nous freinons immédiatement. De même, si le véhicule qui se retrouve derrière nous sur la nouvelle file est trop près alors il freine également, et ainsi de suite avec les véhicules qui suivent.
Les principales solutions pour éviter les embouteillages sans raison "externe" (accident…) sont :
- Rouler avec une vitesse la plus constante possible (pour éviter d'envoyer fréquemment des signaux de freinage aux véhicules qui nous suivent)
- Garder une distance de réaction suffisante entre notre véhicule et celui qui nous précède juste devant (cette distance permet notamment d'absorber un léger coup de frein du véhicule qui précède sans pour autant obliger son propre véhicule à freiner immédiatement).
- Diminuer le nombre de changements de files inutiles et s'assurer que le véhicule qui arrive derrière est suffisamment loin pour éviter de l'obliger à freiner à cause de ces changements de files.

Ces solutions sont également applicables pour réduire un embouteillage déjà formé. Dans ce cas, la principale action à mettre en œuvre est : instaurer une distance suffisamment grande entre son propre véhicule et le véhicule de devant pour éviter de devoir freiner et garder une vitesse de son propre véhicule la plus constante possible.
En Espagne, ou encore en Allemagne, il existe une signalisation spécifique au risque de ralentissement, comme à l'approche d'un rétrécissement de chaussée, à l'intersection de grand itinéraire, ou à l'entrée de zone urbaine.
Dans la plupart des grandes villes ont été mis en place depuis les années 70 des systèmes de régulation du trafic dont les plus performants agissent comme le font les bassins d’étalement en assainissement pluvial. C’est ce que l’on appelle le traitement de la saturation. Le principe est de retenir en amont des zones de saturation habituelles les excédents de véhicules qui apparaissent et ceci dans des secteurs offrant une capacité suffisante. Ces retenues s’opèrent en augmentant progressivement la durée de rouge de certains feux tricolores. L’effet de cette méthode est de remplacer les embouteillages qui présentent beaucoup d’hystérésis (retard de la disparition de l’embouteillage lorsque la demande de trafic commence à diminuer), par des retenues de trafic à faible hystérésis (disparition des retenues au fur et à mesure de la réduction de la demande de trafic). Ils doivent fonctionner en temps réel afin que les temps de réponse des adaptations des réglages des feux de trafic soit inférieurs aux délais d’évolution de la demande de trafic.

## Dans le monde

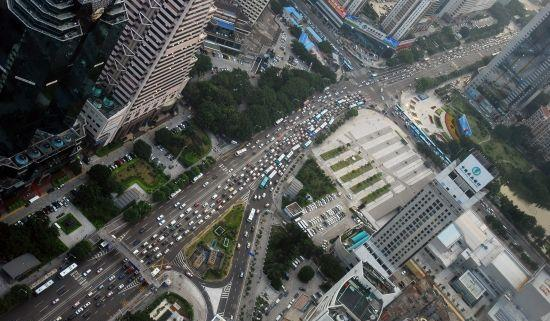
Embouteillage à Shenzhen en 2007.

- Les plus importants embouteillages répertoriés[15] :
  - En août 2010, un embouteillage à Pékin d'une centaine de kilomètres dura 12 jours, provoqué par les camions apportant le matériel pour les travaux de l'autoroute G110.
  - Le 16 février 1980, 175 kilomètres de bouchon sont enregistrés entre Lyon et Paris au retour des vacances d'hiver[source insuffisante]
  - Le 21 septembre 2005, l'ouragan Rita entraine l'évacuation de 2,5 millions de personnes de la ville de Houston provoquant un embouteillage de près de 160 km pendant 48 heures.
  - Le 10 juin 2009, Sao Paulo (Brésil) cumule 290 km de bouchon.
  - Le 12 août 1990, la conjonction du retour des vacances d'été et des évacuations dues au typhon Winona provoque le plus grand embouteillage du Japon avec 15 000 véhicules impliqués.
  - Le 12 avril 1990, la frontière de l'Allemagne de l'Est est engorgée d'environ 18 millions de véhicules au moment de l'ouverture de la frontière avec l'Allemagne de l'Ouest
  - En 1993, près de Hambourg en Allemagne, un embouteillage aurait mesuré environ 160 km

Les villes les plus embouteillées en 2010 sont Moscou en Russie, São Paulo au Brésil, Mexico au Mexique et Pékin en Chine.
En 2010, les villes les plus embouteillées en Europe étaient situées en Belgique, en France et au Royaume-Uni.

### En France
Paris est en 2010 la ville la plus embouteillée d'Europe,. Chaque conducteur passerait, en moyenne, 70 heures par an dans le trafic à Paris, 50 heures à Lille, 34 heures à Lyon et à Limoges et 32 heures à Grenoble.
Une étude de l'institut de recherche CEBR et d'Inrix, une société d'info-trafic américaine, publiée mardi 17 décembre 2013, montre que les embouteillages coûtent 5,9 milliards d'euros à l'économie française, tous les ans.

### Au Royaume-Uni
Selon une étude de 2010, un conducteur à Londres passe, en moyenne, 52 heures par an dans le trafic.

### En Russie
Il y a en moyenne 2 h 30 d'embouteillage quotidien à Moscou.

## Formation, déplacement et dissolution des bouchons routiers
Une modélisation du trafic routier permettant d'interpréter les embouteillages et leur dissolution a été proposée dès 1935 par Bruce D. Greeenshields, ingénieur au département "Highway" de l'état d'Ohio (États-Unis) dans un rapport "A study of traffic capacity". Il utilise les similitudes des écoulements routiers avec la mécanique des fluides et notamment la conservation du nombre de véhicules le long des sections,. Des développements ont été réalisés par la suite et le sujet fait encore l'objet de nombreux travaux. On peut parler de théorie ondulatoire dans le sens où des concentrations variables de véhicules se déplacent sur la route.

### Concentration et débit d'un groupe de véhicules

#### Concentration
Avec la théorie ondulatoire, approche macroscopique, on oublie les véhicules individuels et on ne considère que leurs concentrations, mesurées en véhicule/km. Par exemple, dans un bouchon où les véhicules sont arrêtés pare-chocs contre pare-chocs , on estime qu'il y a un véhicule tous les 7 m soit une concentration maximale de 140 véhicules/km/voie. À l’opposé, un véhicule seul sur une route de 1 km de longueur correspond à une concentration de un véhicule/km. Considérons maintenant un groupe de véhicules qui roulent tous (ou presque) à la même vitesse, qui est donc la vitesse du groupe. Ce groupe est caractérisé aussi par sa concentration. Il y a donc une relation entre la concentration et la vitesse du groupe. Un groupe de véhicules arrêtés dans un bouchon a une vitesse nulle : nous associons vitesse nulle à concentration maximale. Au contraire un groupe où les véhicules sont séparés de 1 km, donc à la concentration d’un véhicule/km, a la vitesse maximale autorisée soit 130 km/h sur autoroute. L’hypothèse principale de cette théorie est de dire que la vitesse globale d’un groupe de véhicules dépend de la concentration de ce groupe. Plus précisément, la vitesse du groupe varie de façon inverse à la concentration : plus c’est concentré, moins ça va vite, ce que chacun a pu observer. Le plus simple est de dire que la variation est proportionnelle, c'est-à-dire linéaire. Ainsi, la vitesse v(c) d’un groupe dont la concentration est c est donnée par :
{\displaystyle v(c)=v_{\max }-kc}
Pour calculer la constante k, on remarque qu'avec la concentration maximale de 140 véhicules/km, la vitesse est nulle. Ainsi on calcule k :
{\displaystyle k=v_{\max }/c_{\max }}

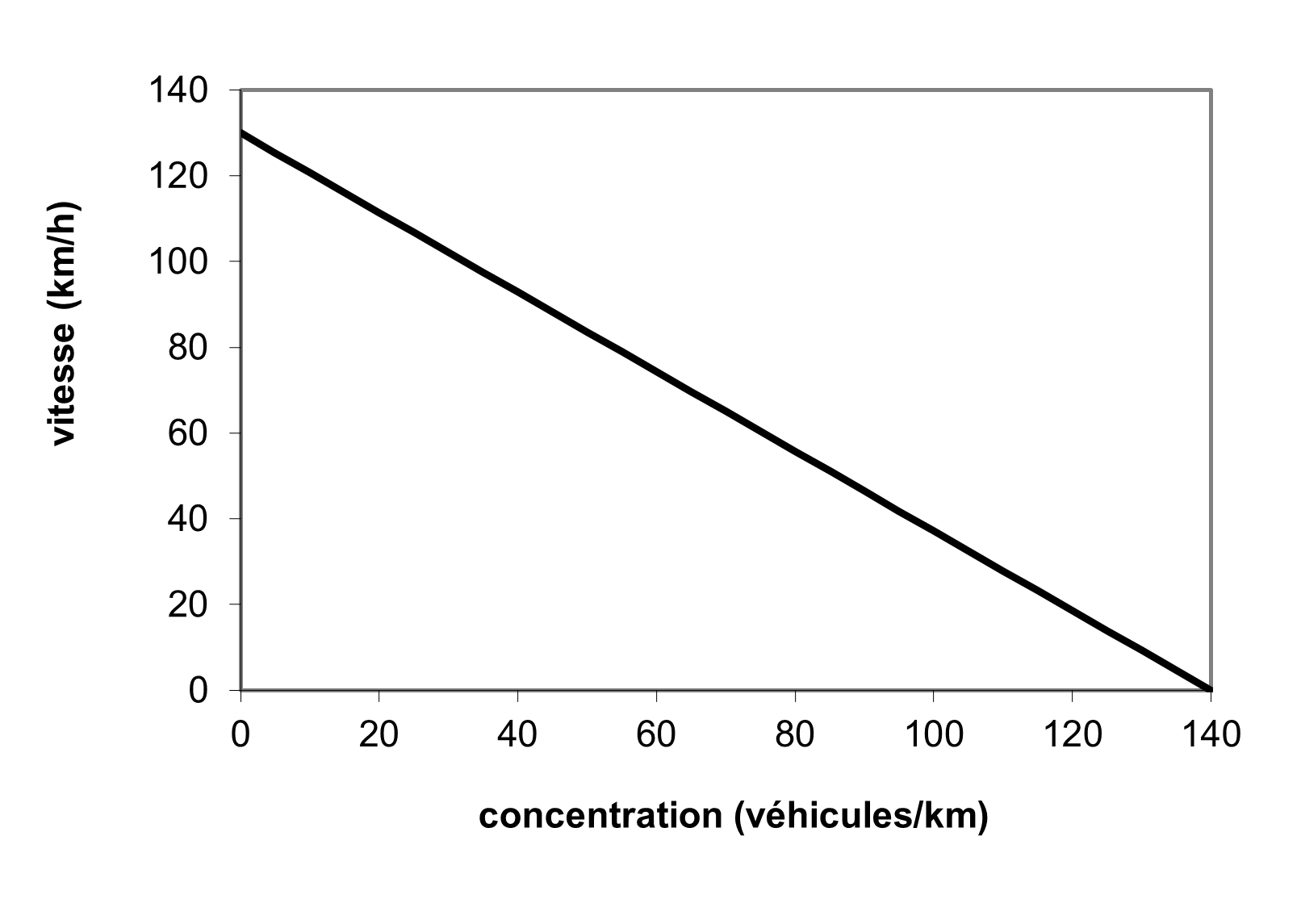
Vitesse des véhicules suivant leur concentration (une voie). Cas d'une relation linéaire

La droite vitesse-concentration est illustrée sur la figure. En réalité, la courbe est souvent concave. En effet, la linéarité suppose que l'intervalle entre deux véhicules est le même quelle que soit la vitesse, ce qui est à peu près vrai en ville où toutes les vitesses sont voisines et faibles. En revanche, sur autoroute, l'intervalle augmente spontanément avec la vitesse par souci de sécurité ce qui produit une courbe concave.

#### Débit
Une seconde quantité importante à définir est le débit D de véhicules sur la route, exprimé en véhicule/h. Il est égal au produit de la concentration du groupe par sa vitesse :
{\displaystyle D=cv(c)}
{\displaystyle D=cv_{\max }-{\frac {v_{\max }}{c_{\max }}}c^{2}}

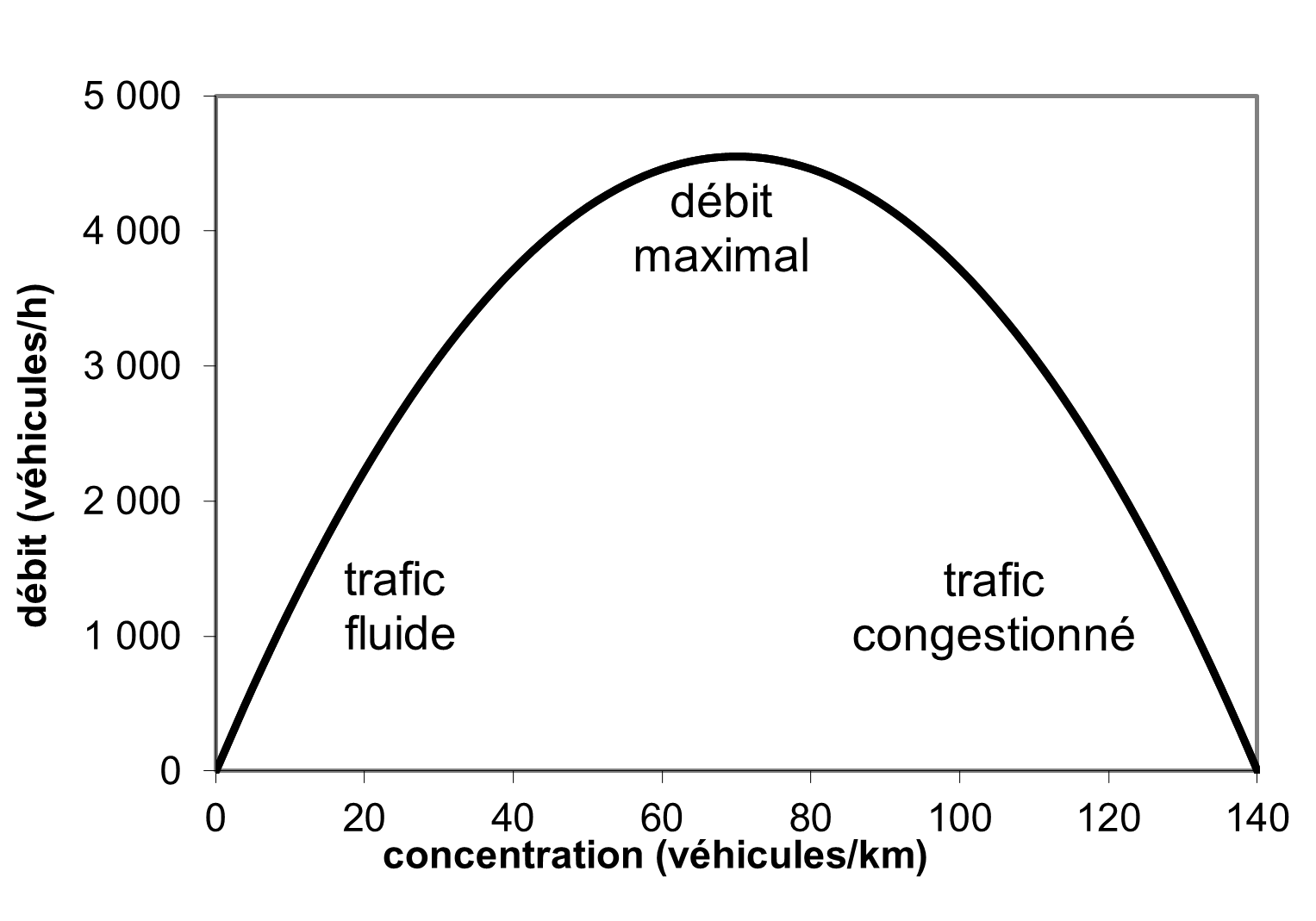
Diagramme fondamental débit-concentration

Le débit est donc fonction de c suivant une courbe "en cloche", appelée souvent "diagramme fondamental" qui est interprété de la façon suivante : pour une concentration nulle, le débit est nul car il n'y a aucun véhicule en circulation et pour une concentration maximale, le débit est nul aussi car tous les véhicules sont arrêtés. Entre les deux, il y a une concentration optimale qui produit le débit le plus élevé et qui correspond à une vitesse optimale (65 km/h sur la figure). Sur certaines autoroutes, on voit affichée une vitesse conseillée, tous les 5 ou 10 km : elle correspond à cette vitesse optimale d'écoulement maximal des véhicules dans les conditions du trafic. La courbe "en cloche" est une parabole, symétrique, quand la relation concentration-vitesse est une droite. Pour les concentrations en dessous de la concentration optimale, le trafic est fluide et toute augmentation de vitesse augmente le débit. Cette partie ascendante est sensiblement linéaire. Par contre, vers la droite, après le maximum, le trafic est congestionné et toute augmentation de vitesse conduit à un bouchon. Quand la relation vitesse concentration est concave, ce qui est le cas réel, la courbe "en cloche"est dissymétrique, avec le maximum déporté sur la gauche et moins haut. Des relevés sur l'autoroute A7 montrent cette situation.

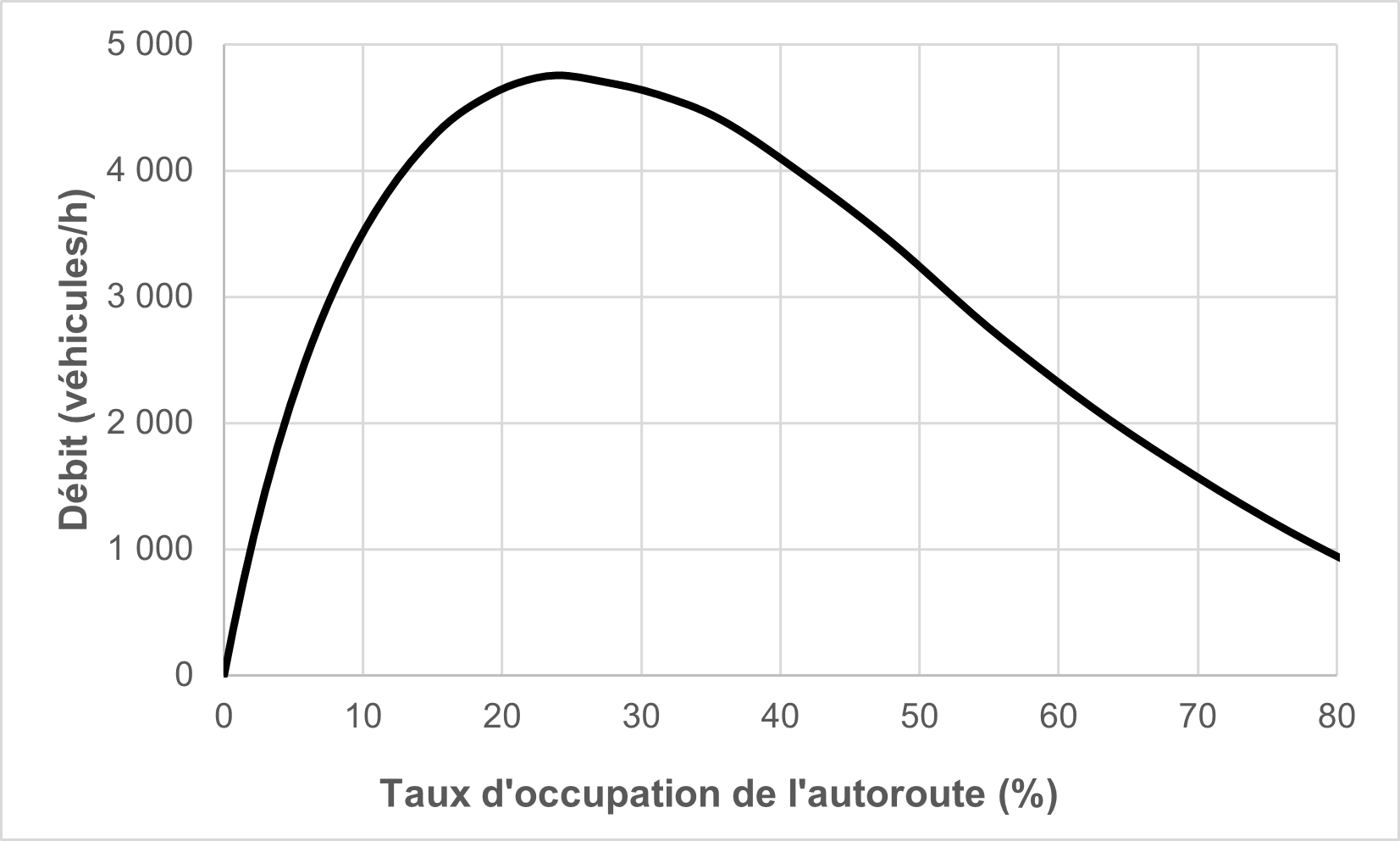
Forme typique d'un diagramme fondamental réel (autoroute A7)

Des débits classiques sont de 1 600 véhicules/h sur une route, c’est-à-dire un intervalle de deux secondes entre chaque véhicule et 2 200 véhicules/h/par voie sur une autoroute.
Une caractéristique importante de cette courbe est justement son caractère non-linéaire : il n'y a pas de proportionnalité entre concentration et débit. Ceci génère des phénomènes particuliers : onde de choc (bouchon) et onde dispersive (dissolution du bouchon). Ces ondes existent aussi dans d'autres branches de la physique en particulier dans la théorie de la chromatographie non-linéaire (purification des biomolécules, procédés d'échange d'ions, procédés d'adsorption des gaz…), du déplacement des vagues sur la mer, des dunes, des ondes sonores à source supersonique.

### Formation du bouchon

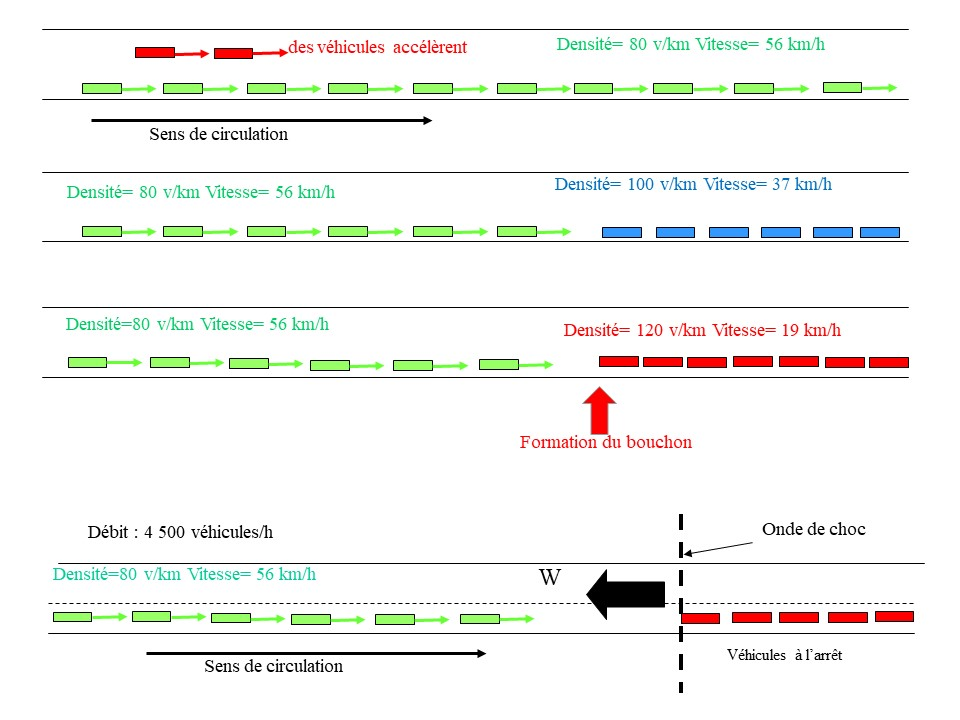
Formation d'un bouchon par accélération de véhicules en zone congestionnée

Classiquement, un bouchon se forme quand il y a une obstruction sur la voie (accident, travaux…) ou un passage de deux voies à une seule voie. Mais un bouchon peut très bien se former en l'absence de cause évidente, si le trafic est congestionné. Considérons une voie de circulation ayant une concentration de 75 véhicule/km : les véhicules roulent tous à 60 km/h. Le trafic est chargé mais fluide et stable. Toutefois une perturbation du trafic peut provoquer un bouchon.
La perturbation peut être constituée par plusieurs véhicules qui augmentent leur vitesse et dépassent. Ils vont ainsi augmenter la concentration en aval par exemple jusqu'à 92 véhicules/km ce qui va produire une diminution de la vitesse à 45 km/h. Les véhicules en amont roulant toujours à 60 km/h vont donc rattraper les véhicules en aval et encore augmenter la concentration ce qui va réduire la vitesse d'autant plus et ainsi de suite jusqu'à l'arrêt complet des véhicules : le point d'arrêt du bouchon est formé. C'est une discontinuité entre les véhicules toujours en mouvement et ceux à l'arrêt que l'on appelle onde de choc (D).

### Déplacement de l'onde de choc
Les véhicules continuant à arriver, l'onde de choc D se déplace à contre-courant du sens de déplacement des véhicules. Sa vitesse vD (km/h) est réglée par le débit D de véhicules arrivant et la capacité de la route à stocker des véhicules immobiles cmax :
{\textstyle v_{\Delta }={\frac {D}{c_{\max }}}}

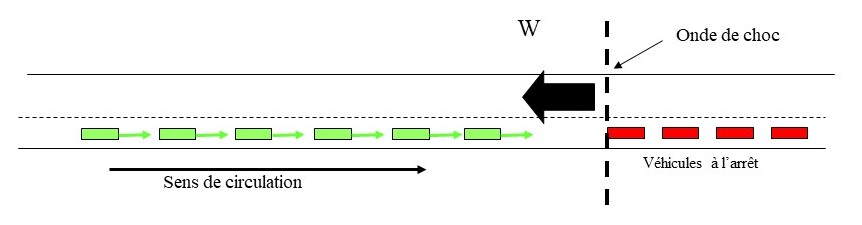
Onde de choc d'un bouchon: elle se déplace à contre-courant du sens de circulation

Avec la relation vitesse-concentration précédente, à 60 km/h, le débit est de 4 500 véhicules/h et la vitesse du choc de 32 km/h, ce qui est considérable. En effet, un conducteur arrivant vers le bouchon voit le point d'arrêt se déplacer vers lui à cette vitesse, ce qu'il n'anticipe pas et se trouve surpris, dans l'obligation de freiner fortement.

### Dissolution du bouchon
Les véhicules sont arrêtés sur la route entre l'onde de choc et le point de dissolution. Considérons un véhicule arrêté qui voit les véhicules devant lui démarrer. Il démarre ensuite, c'est le point de dissolution, et il est maintenant séparé des véhicules devant lui d'une distance plus importante que lorsqu'il était arrêté. La concentration ayant diminuée, la vitesse passe de 0 à quelques km/h. Les véhicules devant lui augmentent leur vitesse et diminuent leur concentration ce qui permet d'augmenter la vitesse et ainsi de suite. Ainsi se forment des groupes de véhicules dont la vitesse augmente au fur et à mesure qu'ils s'éloignent du bouchon. Finalement, le profil de concentration le long de la route est étalé : on dit que l'onde de dissolution est dispersive.

### Profil et déplacement du bouchon complet

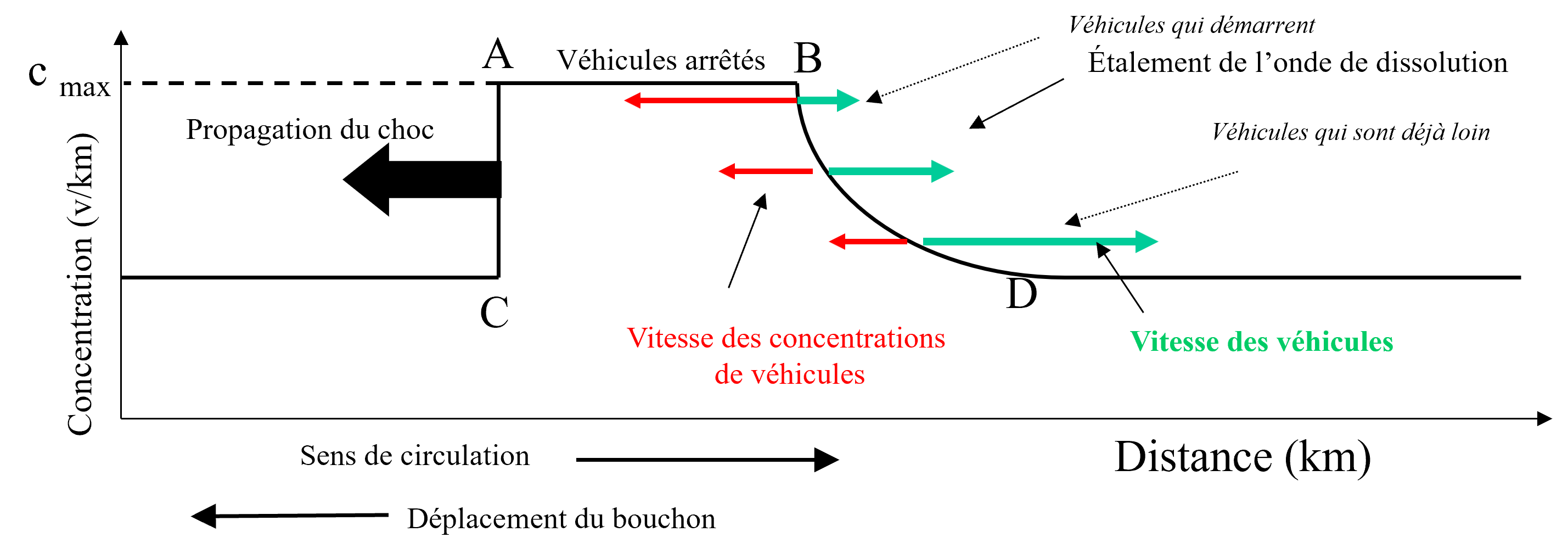
Distribution des concentrations et vitesses dans un bouchon

Le bouchon complet comprend, de l'amont vers l'aval, les véhicules en circulation libre, l'onde de choc, une zone de véhicules immobiles à la concentration maximale cmax (palier de concentration), une onde dispersive de concentrations étalées de cmax à une concentration plus faible dépendant du trafic.
Une conclusion non intuitive est que le bouchon se déplace sur la route. En effet, l'onde de choc remonte la route à contre-courant du trafic et le point de dissolution aussi. C'est donc l'ensemble du profil de concentration qui remonte la route !
C'est pourquoi un véhicule immobilisé dans le bouchon ne pourra redémarrer que lorsque le point de dissolution arrivera à lui. On peut montrer que la vitesse du point de dissolution est supérieure à la vitesse de l'onde de choc et par conséquent la zone de véhicules immobiles va nécessairement se réduire jusqu'à disparaître et avec elle, le bouchon lui-même.
Le bouchon a un comportement tout à fait analogue au pic de soluté que l'on obtient dans une colonne chromatographique industrielle de séparation de protéines par exemple, qui relève de la chromatographie non-linéaire (contrairement à la chromatographie analytique, qui est linéaire). L'onde de choc correspond à l'étape de fixation de la protéine et l'onde dispersive à l'étape d'élution de la protéine. Les équations de tous ces procédés sont semblables à celles régissant le trafic routier.

## Modélisation du trafic routier
Il y a globalement deux théories, ou modèles, du trafic routier.
Les modèles corpusculaires sont basés sur l’hypothèse que le trafic peut être traité comme un ensemble de véhicules discrets et que son comportement peut être décrit par les interactions et les décisions des conducteurs des véhicules individuels : un véhicule freine si celui qui est devant lui ralentit et l’interaction se propage de véhicule en véhicule, la distance entre véhicules dépend de la vitesse...Il est nécessaire de considérer un grand nombre de véhicules arrangés en files, puis d’en faire la somme pour aboutir à un comportement macroscopique que l’on pourra confronter à l’expérience. On peut dire que c’est une théorie corpusculaire (un corpuscule= un véhicule), comme pour la lumière composée de photons.
Les modèles ondulatoires sont basés sur l’hypothèse que le trafic peut être traité comme un fluide continu et que son comportement peut être décrit par des variables telles que la concentration, le débit et la vitesse. Il y a des variations de concentration de véhicules le long de la route qui se propagent comme des ondes. On peut dire que ce modèle est une théorie ondulatoire, comme pour la lumière qui est une onde électromagnétique.
Dans la description ondulatoire, la modélisation du trafic routier fait appel à deux équations : une équation différentielle (hyperbolique du premier degré) exprimant la conservation du nombre de véhicules (ou bilan de matière) et l'équation algébrique reliant la concentration en véhicules sur la route à la vitesse du groupe ayant cette concentration. Ce système algébro-différentiel est résolu par la méthode des caractéristiques.